# Jan Ullrich

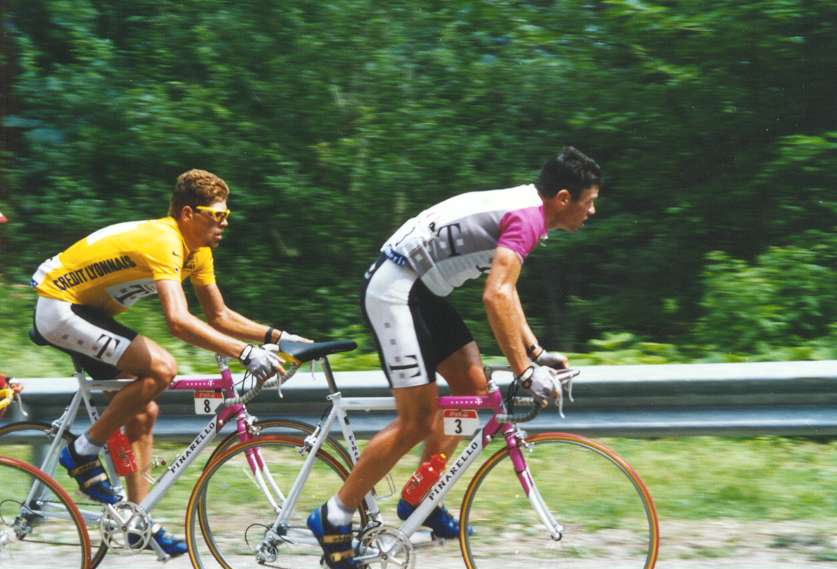
Jan Ullrich, i gul ledartröja, och stallkamraten Udo Bölts under 1997 års Tour de France.

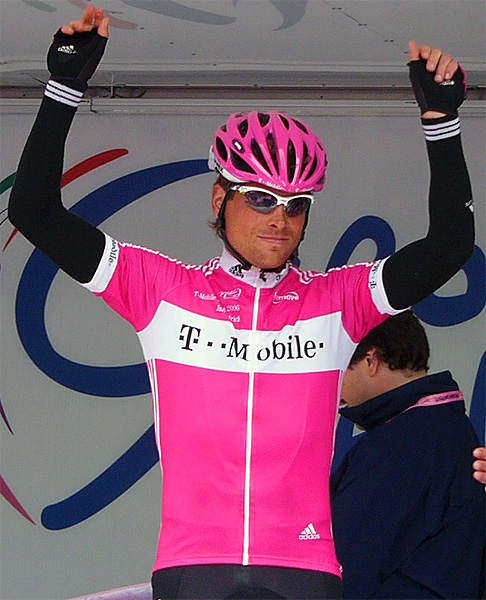
Jan Ullrich 2006.

Jan Ullrich, född 2 december 1973 i Rostock, Östtyskland, är en tysk före detta professionell tävlingscyklist.
Jan Ullrich vann Tour de France 1997, Vuelta a España 1999, världsmästerskapens tempolopp två gånger, samt OS-guld i linjelopp i Sydney 2000. Han cyklade också hem en silvermedalj i tempolopp under OS 2000.
Ullrich blev den förste tyske cyklisten att vinna det franska etapploppet Tour de France då han vann loppet som 23-åring 1997. Han slutade tvåa i tävlingen fem gånger under sin karriär och blev fyra i tävlingen två gånger. Han slutade tvåa bakom Bjarne Riis och Marco Pantani varsin gång, 1996 respektive 1998, och de andra gångerna bakom sin store rival Lance Armstrong.
Ullrich fick inte delta i Tour de France 2006 på grund av dopningsrykten. Han avslutade karriären i slutet av februari 2007. I juni 2013 erkände Ullrich att han dopade sig med eget blod.

## Början
Jan Ullrich vann amatörernas linjelopp under världsmästerskapet i Oslo 1993. Året därpå blev han professionell med det tyska stallet Telekom. Han slutade trea i världsmästerskapens tempolopp i Sydney samma år efter Chris Boardman och italienaren Andrea Chiurato. Ullrich blev tysk tempoloppsmästare 1995 och slutade topp 10 på Schweiz runt samma år. Som 21-åring ville han delta i Tour de France, men stallets ägare Walter Godefroot tyckte att det var för tidigt. I stället fick han köra det mindre tyska loppet Hofbrau Cup, och slutade på tredje plats. Senare samma år startade Jan Ullrich i Vuelta a España men var tvungen att avbryta loppet efter etapp 12. 

## 1996–1998
Ullrich slog igenom som hjälpryttare till dansken Bjarne Riis. Dansken vann Tour de France 1996, men har sedan berättat att han missbrukade EPO under det året, och Jan Ullrich slutade tvåa i tävlingen och tog också en etappseger. Han gav upp sin plats till de Olympiska sommarspelen 1996 för att få köra Tour de France det året. 
Året därpå var Bjarne Riis hjälpryttare till Jan Ullrich. Tidigare under året hade Ullrich vunnit de tyska nationsmästerskapens linjelopp och inför Tour de France 1997 sågs han som en av favoriterna till segern. Ullrich vann sin första och enda Tour de France 1997. Vid tidpunkten blev han den yngsta att vinna Tour de France sedan 1947. Två veckor efter Tour de France vann han HEW Cyclassics. Ytterligare två veckor senare slutade Ullrich tvåa efter Davide Rebellin i en spurt på GP Suisse.
Jan Ullrich ville vinna Tour de France även året därpå, 1998. Han tog den gula ledartröjan efter etapp 7, ett tempolopp, men senare under tävlingen var Marco Pantani snabbare uppför bergen och italienaren vann till slut också hela tävlingen. Ullrich vann dock etapp 16 genom en spurt som var tvungen att avgöras via målfoto. Ullrich tog sig in på tredje plats i tävlingen och på den sista etappen, ett tempolopp, vann han och slutade därmed tvåa i tävlingen. Tour de France 1998 var kantat med dopningsproblem och dopningsrykten.

## 1999–2001
Under Tyskland runt 1999 skadade sig Ullrich och han kunde därför inte tävla i det årets upplaga av Tour de France, en tävling som vanns av Lance Armstrong. Armstrong skulle efter det ta ytterligare sex segrar i tävlingen. Men året var inte vinstlöst för Ullrich. I stället för en seger i Tour de France vann han senare både Vuelta a España, framför Igor González de Galdeano och Roberto Heras, och världsmästerskapens tempolopp, framför Michael ”Roddarn” Andersson och Chris Boardman.
Ullrich, Marco Pantani och Lance Armstrong tävlade emot varandra på Tour de France 2000. Armstrong vann tävlingen. Jan Ullrich cyklade därefter det spanska etapploppet Vuelta a España men under en av presskonferenserna på en ledig dag berättade tysken att han tänkte åka hem för att träna inför de Olympiska sommarspelen 2000 i Sydney. Efter att varit i en tremannautbrytning med Telekom-stallkamraterna Andreas Klöden och Aleksandr Vinokurov i Sydney, tog Ullrich guld framför Vinokurov, som tog silver, och Klöden, som tog brons. Ullrich tog silver i tempoloppet när han förlorade med en liten marginal mot ryssen Vjatjeslav Jekimov, men slutade före trean Lance Armstrong.
Under säsongen 2001 vann tysken världsmästerskapens tempolopp för andra gången.

## 2002
2002 var inget bra år för 1997 års Tour de France-vinnare då han först drabbades av knäproblem. I maj 2002 blev Ullrich även av med körkortet efter att ha kört rattfull och paradoxalt nog krockat med ett cykelställ. I juni 2002 blev Ullrich av med sitt kontrakt med Team Telekom efter att ett blodprov visat att Ullrich hade tagit amfetamin, som han medgav att han hade blivit erbjuden på en nattklubb. Han hade då inte tävlat sedan januari på grund av sin knäskada, och den tyska cykelunionen kom överens om att drogen inte var för att kunna prestera bättre. Ullrich var därmed endast tvungen att avtjäna ett sex månader långt straff.

## 2003–2005
I januari 2003 var Ullrich en av ryttarna i Team Coast, men på grund av finansiella problem var stallet tvunget att lägga ned och i stället bildades Team Bianchi som Ullrich blev en medlem av.
Ullrich hade inte tävlat på 15 månader när han gjorde comeback i april 2003 med anledning av sina tidigare skador och avstängning efter det positiva dopningstest. Ullrich var inte någon av de största favoriterna inför Tour de France 2003 på grund av sina tidigare skador och skandaler och han sade själv att han hade behövt ett års förberedelser till för att vara med i matchen på allvar. Under den första veckan blev han sjuk och var nära att lämna tävlingen men kom tillbaka, samtidigt som Armstrong hade problem i värmen. I slutändan var Ullrich 61 sekunder bakom Lance Armstrong, vilket var Armstrongs minsta segermarginal under alla sina sjua segrar i det franska etapploppet. Under tävlingen tog Ullrich också en etappseger på etapp 12, ett tempolopp, framför Lance Armstrong, som slutade en minut och 35 sekunder bakom tysken.
Säsongen 2004 återvände Jan Ullrich till Team Telekom, som då hette T-Mobile Team, och vann Schweiz runt. I Tour de France 2004 slutade han fyra, med nästan nio minuter till vinnaren Lance Armstrong. Andreas Klöden slutade tvåa medan Ivan Basso blev trea.
Ullrich blev lagkapten till Tour de France 2005, men innan dess slutade han trea bakom Aitor González och Michael Rogers i Schweiz runt. Dagen innan Tour de France skulle börja var tysken ute och tränade tillsammans med sina lagkamrater när stallbilen plötsligt bromsade in. Ullrich for in igenom bakrutan och hamnade i baksätet. Nästa dag var Ullrich uppe på cykeln igen. Senare under tävlingen ramlade han och gjorde illa revbenen och det var svårt för honom att följa med i Armstrong och Bassos tempo. I stället för att vinna ville han nu sluta före dansken Michael Rasmussen, som låg på tredje plats. På den näst sista etappen hade Rasmussen ordentlig otur och lyckades vurpa två gånger, få en punktering och byta cykel fyra gånger innan han kom i mål. Ullrich övertog därför tredje platsen framför dansken.

## 2006
Säsongen 2006 vann Ullrich sin andra totalseger i Schweiz runt. Men det viktigaste målet var Tour de France, trots att han återigen hade skadat knäet. Efter att amerikanen Lance Armstrong hade avslutat sin karriär efter 2005 års Tour de France ville Ullrich försöka vinna 2006 års upplaga. Hans största motståndare skulle bli italienaren Ivan Basso, som tidigare det året hade vunnit Giro d'Italia. Inför starten av tävlingen blev dock båda cyklisterna utpekade i dopinghärvan Operación Puerto. Jan Ullrich blev sparkad från T-Mobile i juli 2006 efter händelsen. Ullrich förnekade all inblandning. Den 26 februari 2007 meddelade Ullrich på en presskonferens att han avslutar sin aktiva cykelkarriär. Han blev därefter rådgivare för det österrikiska Continental-stallet Volksbank. Den 4 april kom resultatet av ett DNA-test som visade att blodet som fanns i vissa av de påsar på Eufemiano Fuentes kontor som hade beslagtagits under utredningen verkligen var Ullrichs.

## Meriter

### Etapplopp
Tour de France
 Totalseger – 1997
7 etapper
Vuelta a España
 Totalseger – 1999
2 etapper
Giro d'Italia
1 etapp
Schweiz runt
 Totalseger – 2004
4 etapper

### Mästerskap
Världsmästerskapens tempolopp – 1999, 2001
 Nationsmästerskapens tempolopp – 1995
 Nationsmästerskapens linjelopp – 1997, 2001
 Olympiska spelens linjelopp – 2000

### Endagslopp
HEW Cyclassics – 1997
Rund um Köln – 2003

### Resultat i Grand Tours
| Grand Tour      | 1996 | 1997 | 1998 | 1999 | 2000 | 2001 | 2002 | 2003 | 2004 | 2005 | 2006 |
| --------------- | ---- | ---- | ---- | ---- | ---- | ---- | ---- | ---- | ---- | ---- | ---- |
| Giro d'Italia   | –    | –    | –    | –    | –    | 52   | –    | –    | –    | –    | X    |
| Tour de France  | 2    | 1    | 2    | –    | 2    | 2    | –    | 2    | 4    | 3    | –    |
| Vuelta a España | –    | –    | –    | 1    | X    | –    | –    | –    | –    | –    | –    |

X = Bröt loppet

## Stall
- Deutsche Telekom 1995–2002
- Team Coast 2003
- Team Bianchi 2003
- T-Mobile 2004–2006